# Vpliv prostora na delo
Vpliv prostora na delo zaposlenih je v zadnjih desetletjih postal osrednji predmet raziskovanja oblikovalcev pohištva, arhitektov, menedžerjev, predvsem pa organizacijskim in okoljskim psihologom. Številne študije kažejo, da je razporeditev in izbira pisarniških prostorov, pohištva in opreme, ključna za spodbujanje dobrobita, kreativnosti, kognitivnih operacij in komunikacije tako delovnih skupin, kot posameznikov v organizaciji. 

## Metodologija preučevanja prostorskega vpliva na zaposlene
Vischer (2008) v preglednem članku poroča o spremembi oblikovanja delovnih prostorov, ki so od 19. stoletja sledile ideji, da naj delavci izvajajo, namesto mislijo, da so v istem prostoru, da se jih lahko nadzira in imajo dostop do potrebnih orodij. Meja med delom in drugimi aktivnostmi je bila tako jasno določena. Tak delovni prostor naj bi bil uniformen, standardiziran, in bi služil kot pasivno ozadje delu. V 21. stoletju pa je prišlo do preobrata, kjer so postali prostori in pisarne orodje samo po sebi, ter so aktivna podpora delavcem, je meja med zasebnim in profesionalnim življenjem zabrisana, in lahko v te prostorih ljudje delajo, spijo, jedo in navezujejo socialno mrežo.
Vischer okoljske dejavnike razdeli na ambient (hrup, osvetljava, kvaliteta zraka in temperatura prostora), postavitev pohištva in razporeditev prostorov ter ergonomijo (delovne postaje in druga deljena oprema) in proces (sodelovanje uporabnika pri zasnovi ter doseganje ciljev podjetja). Sprememba v teh dejavnikih naj bi se kazala na vedenjski ravni, kot zadovoljstvo zaposlenih. Njihovi občutki o delovnem okolju se odražajo kot teritorialnost in pripadnost, ter njihova produktivnost. Zadovoljstvo in produktivnost se povezujeta s konceptom funkcijskega udobja, ki ga Vischer opredeljuje kot nekaj več, kot le zdravje in varnost v delovni stavbi, ingre preko definicij udobja, ki vključujejo primerno vlažnost zraka in temperaturo. Poroča tudi o raziskavah, ki izpostavljajo občutek pripadnosti in prisvojitve, skupaj z zvestobo in predanostjo organizaciji, in občutek teritorialnosti.  Pripadnost ali občutek prilastitve je namreč boljša mera okoljske kvalitete ali uspeha, kot samo zadovoljstvo ali izvedba nalog (Fischer, 1983; Sundstrom in Sundstrom, 1986), ker je povezan s predanostjo ter ohranitvijo zaposlenih. Posledice tega se kažejo v direktnih vplivih na stroške podjetja in njegovo operiranje.
Pomembna veja raziskovanja vpliva pisarniškega oblikovanja se je razvila v Izraelu, na Technicion v Hajfi, kjer sta Anat Rafaeli in Iris Vilnai-Yavetz razvili metodološki okvir preučevanja preko treh perspektiv: instrumentalne funkcije, simbolne funkcije in estetske funkcije pohištva. Okvir naj bi omogočal bolj poglobljen pristop za raziskovalce, ki bi presegel omejevanje le na ergonomski vidik izbire pohištva (Elsbach in Beckhy, 2007). Instrumentalne funkcije vključujejo tiste poteze, ki vplivajo na učinkovitost in zadovoljstvo delavcev v pisarni. Poleg ergonomike (založenost s potrebščinami, vpliv vonja, temperature, količina hrupa itd.) sem spada tudi vpliv pohištva na delo v skupini in procese odločanja, s poudarkom na zbiranju, organiziranju in izrabi znanja (Curtis, Leon in Miller, 2006, v: Elsbach in Becky, 2007).  Simbolna funkcija pisarniškega dizajna vključuje identitete (kako se posamezniki in skupine organizirajo) in kulture podjetij (na primer dominantne norme, mite in obrede, ki vplivajo na organizacijo). Estetska funkcija, ki jo izpolnjuje pohištvo delovnih prostorov, zajema senzorne izkušnje delavcev, skupaj s kognitivnim in čustvenim odzivom na dizajn. Kaže se v navdihovanju navezanosti na prostor, kjer prisotnost modelov od prejšnjega projekta vzdržuje povezavo s preteklimi projekti in vzdržuje kontinuiteto skupinskega dela skozi čas.
Pri preučevanju, kateri okoljski dejavniki vplivajo na delovno produktivnost, se v pregledni študiji dejavnikov pojavi zmeda, ki jo povzroča pomanjkanje definicije delovne produktivnosti, ter uporaba mere samoporočanja o povečani ali zmanjšani produktivnosti delavcev namesto objektivnih mer (CABE, 2004; v: Vischer, 2008).  Produktivnost Vischer deli na osebno (se odraža kot število napak, povprečni čas dela za eno nalogo...), skupinsko (se odraža kot čas za izpolnitev naloge, število idej...) in organizacijsko (se odraža kot doseganje ciljev organizacije in prednost pred drugimi organizacijami, na kar vpliva kraj, kjer so locirani, lahkost dostopa, razmerje med centralizacijo pod eno streho in razporeditvijo različnih skupin v druge stavbe preko obvladljivih razdalij, z dovolj parkirnimi prostori in privlačnimi jedilnimi prostori (2006, v: Vischer, 2008).  Raziskave, ki se osredotočajo na razporeditev prostorov in pohištva kažejo tudi vplive na skupinsko produktivnost, na primer višino in število pregrad na delovnih postajah, količina in dostopnost map in prostorov za shranjevanje ter dimenzije delovne površine. Miles (2000, v: Vischer, 2008) je ugotovil, da je vlaganje v ergonomično pohištvo in trening za ergonomično delovanje, poplačalo vložek 5 mesecev dela, s povečano produktivnostjo delavcev. 
Ob merjenju vpliva prostora na delovno produktivnost, pa je treba biti pozoren na učinek Hawthorne, iz njegovih študij v 40-ih letih, kjer je opazil, da se produktivnost delavcev poveča, če so opazovani, ne glede na to ali so vključeni v kontrolni ali eksperimentalni pogoj v študiji. 

## Vpliv pisarniškega prostora in pohištva na posameznika

### Vpliv pisarniške ureditve na teritorialnost in pripadnost
Občutek prilastitve, o katerem govori Vischer (2008), se kaže v teritorialnosti, nanj pa vplivata ekipa, način delitve dela in deljen delovni prostor. Sem spada tudi sodelovanje v sprejemanju odločitev in občutku opolnomočenja. Pri občutku udobja ločimo fizično udobje (osnovne človeške potrebe, kot npr varnost, higiena in dostopnost), funkcijsko udobje (raven do katere okolje podpira uporabnikovo izvajanje naloge) in psihološko udobje (občutki pripadnosti, lastništva in nadzora nad delovnim prostorom).  Na teritorialnost vpliva občutek zasebnosti, socialni status in občutek nadzora, kontrole (Vischer, 2008).  Ta nadzor nad okoljem deluje na vsaj dveh nivojih: mehanska oziroma instrumentalna kontrola in opolnomočenje (Vischer, 2005; v: Vischer, 2008), kar je bilo dokazano v eksperimentalnih študijah.  V raziskavi Niemala, Rautio, Hannula in Reijula (2002, v: Vischer, 2008) so ugotovili, da povečanje nadzora nad okoljem, s sodelovanjem delavcev, pri odločanju o dizajnu poviša stopnjo zadovoljstva z delom, po vselitvi v novo delovno okolje. To se lahko doseže s fleksibilnimi mizami, stoli, policami in stenami, ki se lahko premikajo po njihovi volji. 
Opolnomočenje je povezano s psihološkim udobjem. Za ljudi, ki so dobro obveščeni o odločitvah v povezavi z delovnim prostorom in sodelujejo pri odločanju o lastnem prostoru, je bolj verjetno, da razvijejo občutek teriotrialnosti in pripadnosti (Vischer, 2008). Sprejemanje odločitev in preference o prostoru pa so povezane tudi z osebnostnimi značilnostmi posameznika. Bolj ekstravertirani posamezniki imajo raje več možnosti za komunikacijo, in se odrežejo bolje v pisarnah z odprto postavitvijo, v primerjavi z bolj introvertirani posamezniki (McCusker, 2002; v: Vischer, 2008). 

### Vpliv odprte postavitve pisarn na spominsko zmogljivost zaposlenih
Študije (Churchman, idr., 1990; Hedge, 1986, Oldham, 1988, v: Vischer, 2008) konsistentno nakazujejo, da so odprti skupni prostori za pisarne neprimerni in se v njih uslužbenci ne počutijo dobro, udobno, zaradi preveč distrakcij, hrupa in pomanjkanja zasebnosti ter individualnosti skozi enakost pisarniških celic (»cubicles«). To nasprotuje modernim praksam, ki se tega poslužujejo, ker omogoča boljšo in hitrejšo ter bolj neformalno komunikacijo med delavci. Delodajalci se v večini kljub tem ugotovitvam še vedno nagibajo k odprtem sistemu celic, saj so hitrejše in lažje za postaviti, cenejše za izgradnjo in zasedajo manj prostora, kot klasične pisarne. 
Raziskovalci na 500 delavcih v pisarnah, pa so nasprotno primerjali spominsko zmogljivost v navadnih celičnih pisarnah, malih odprtih pisarniških prostorih, srednje velikih odprtih in velikih odprtih prostorih, ter ugotovili, da je zmogljivost slabša v velikih odprtih prostorih, vendar pa so se delavci odrezali bolje v malih odprtih pisarnah, kot pa klasičnih celičnih pisarnah. To se do neke mere sklada s teorijo socialne facilitacije Zajonca (1965, v: Seddigh idr., 2015), ki predlaga, da je vzburjenje s hrupom povezano s povišano učinkovitostjo, ko so naloge preproste, ne pa, ko so težje. Prav tako je skladno z nevroznanstevnimi spoznanji, ki nakazujejo, da je neka mera vzburjenja boljša, kot pa odsotnost tega pri preprostih nalogah (McDonnell in Ward, 2011; v: Seddigh idr., 2015). Cohen je leta 1978 predlagal, da kognitivna preobremenitev prisili človeka, da svojo omejeno pozornost osredotoči le na tiste dražljaje, ki so pomembni za nalogo in se manj posvečajo nepomemmbnim dražljajem. To pa ni res pri reševanju težjih nalog, saj je tam za nepomemben dražljaj bolj verjetno, da bo usmeril pozornost nase (Seddigh, idr., 2015). Tretja veja raziskav nakazuje, da je kognitivno procesiranje izvršilnih funkcij razdeljeno na tri procese: delovni spomin (ki ohranja informacije v obdelavi), inhibicija (ki zavre nevronski odziv na nepomembne dražljaje) in kognitivna fleksibilnost (ki omogoča hitro preklapljanje med nalogami in menjavanje ter usmerjanje pozornosti na nalogo). Če je naloga lahka, te funkcije preklapljanja in inhibicije niso obremenjene in lahko zavirajo nepomembne dražljaje, če pa je kompleksnejša, pa je manj kapacitete dostopno za zaviranje takih dražljajev. Nevarnost za distrakcijo se tako poveča, to pa vodi v slabšo učinkovitost (Lavie, Hirst, de Fockert in Viding, 2004, v Seddigh, idr. 2015).

### Vpliv stopnje organiziranosti okolja
V študiji Chae in Zhu (2014) je izpostavljena hipoteza o pomembnem vplivu stopnje organiziranosti okolja na občutek samokontrole oziroma samoregulacije na potrošnika.  To sta raziskovalca predpostavljala na Baumsteinovi teoriji omejenih virov iz leta 1998, ki predpostavlja, da v pogojih, kjer moramo nadzorovati moč svoje volje ali pa usmerjati pozornost stran od dražljaja, po določenem času in trudu izčrpa to omejeno zalogo ter se ne more več upirati. Razmetani in neorganizirani prostori torej počrpajo energijo, da se na to ne oziramo. Efekt je v tej študiji sicer prikazan na potrošnikih, vendar naj bi enaki principi delovali v delovnem okolju. Kritika te hipoteze je v dejstvu, da ima teorija omejenih virov zelo pomanjkljive temelje, in metaanaliza Carterja in Koflerjeve (2015) zanjo ni našla empirične podlage.

### Poudarjanje razločevanja med posamezniki
Elsbach in Beckhy (2007) navajata vpliv pisarniške opreme in dekorja v obliki osebnih spominkov, ki so kritični za potrjevanje razlik med zaposlenimi, medtem ko je dizajn predmetov, relevantnih za nalogo nujen za potrjevanje in utrjevanje statusa celotne delovne skupine.  Potrjevanje razlik med zaposlenimi omogoča izgradnjo lastne identitete, ki se veže na delo, na primer »jaz sem inženir« ali pa »jaz sem zaželen in učinkovit delavec«. Vzpostavljanje takega odnosa vpliva na motivacijo skozi osmišljanje dela in pomaga vzdrževati delavcu raven samozavesti pri delu (Whetton in Godfrey, 1998).  Shranjevanje osebnih predmetov na vidnem mestu v pisarni, in v skupnih prostorih, pomaga potrjevati svojo identiteto tudi pred svojimi sodelavci, ter hkrati omogoča zaposlenemu razločevanje med skupine, ter začetkom osebnega prostora. Tako se vzpostavi ravnotežje med dostopnostjo in nedostopnostjo, ki se vzdržuje med vezmi s širšim socialnim okoljem in posameznikovo identiteto. Raziskave kažejo, da je razlikovanje identitete posameznika od ostalih pomembnejše, in da zaposlene ogroža bolj, kot pa razlikovanje po statusu, v primerih, kjer nimajo svoje pisarne, oziroma so jo primorani menjavati. Primer upoštevanja takih ugotovitev, najdemo v Herman Miller Leadership Space, ki so se preselili v odprte pisarne. Da bi preprečili izgubo osebnega prostora, a ne izgube prednosti takega prostora za lažjo komunikacijo, so sklenili kompromis. Vsak zaposleni je lahko vstopil v pisarniški prostor, postavili pa so »dvorišča«, osebni del pisarniškega prostora, ki je bil namenjen posameznikovi sprostitvi, je bil ostalim nedostopen in si ga je lahko vsak opremil po svoje. To je po njihovem mnenju pokazalo, da v tej pisarni prebiva pristna oseba, in ne le nekdo, ki je delavec (Zelinsky, 2002; v: Elsbach in Beckhy, 2007). 

### Prilagajanje senzorne izkušnje
Senzorne izkušnje estetike na delovnem mestu, se v zadnjem času izkazujejo, kot vedno bolj pomembne. To vključuje kognitivno predelavo na primer koherentnosti in kompleksnosti in čustven odziv na primer zadovoljstvo ali vzburjenje. Okolje, ki ga dojemamo kot razburljivo, vključuje visoko stopnjo kompleksnosti (na primer zapleten dizajn z veliko podrobnostmi, značilnostmi), je netipično in nizko stopnjo urejenosti (Nassar, 1994).  Nasprotno okolje, ki deluje pomirjujoče, vsebuje visoko stopnjo reda in pa podobnost z naravo, okolje, ki naj bi delovalo prijetno pa več reda, zmerno stopnjo kompleksnosti in elemente popularnega stila (Nassar, 1994).  Prostor, ki dovoljuje prilagajanje in fleksibilnost, na primer z uporabo platna in zaslonov za razmejevanje, se lahko hitro prilagodi trenutnim potrebam z uporabo bolj monotonih barv ali omejevanju vstopa svetlobe v delovni prostor, s tem pa vpliva na počutje uporabnika. The Color Marketing Group iz Virginie celo priporoča menjavanje rumene barve, ki spodbuja občutke sreče in je energetična, z oranžno, ki je implicitno bolj neformalna in igriva, in dopolnjevanje z modro barvo, ki znižuje krvni pritisk in srčni utrip (Elsbach in Beckhy, 2007). 

## Vpliv na skupino

### Vpliv na proces odločanja
Nekatera podjetja uporabljajo hotelski sistem pisarn, kar pomeni, da si zaposleni ne lastijo svoje pisarne, temveč morajo prostore vnaprej rezervirati. To lahko vodi do tega, da se v skupinskem procesu odločanja ne poslužujejo daljših premorov in pogostih sestankov, za iskanje neke rešitve ali pri oblikovanju odločitve, ter v pisarnah ni nobenih dokumentov ali potrebščin, ki so posvečene delovni skupini. Zaradi odročnosti potrebščin, arhivov, delovnih prototipov, ki jih ima vsak pri sebi doma, se skupina nanje zanese manj, in jih pri svojem delu ne uporablja, kar vpliva na proces njihovega odločanja (Elsbach in Bechky, 2007).  Kot primer uspešne rešitve takega problema, avtorja David Beckham in David Hirsch navajata pravno pisarno Nicholas Critelli Associates iz Des Moines, Iowe (v: Elsbach in Beckhy, 2007), ki je vire razporedila po delih pisarne, specifično namenjene temu procesu.  Tako so oblikovali skupno knjižnico in arhiv vseh primerov, produkcijsko sobo za vizualne pripomočke in studio za razvoj podatkovnih baz in ustvarjanja pritožb. Namen take razporeditve je, da vsaka soba predstavlja določen del procesa pravnega dela, kjer bo zaposleni imel najboljše možne pogoje.

### Vpliv na stopnjo sodelovanja
Ustvarjanje skupnih prostorov, ki si jih delijo skupine, ki se istega problema lotevajo z različnih zornih kotov, spodbuja sodelovanje med njimi. Elsbach in Beckhy navajata primer skupnega prostora pri sestavljalcih in inženirjih silikonskih mikročipov, kjer je uporaba jasnih prototipov omogočila premostitev razlik v znanju med tema dvema skupinama in je omogočila boljšo integracijo idej obeh skupin v skupni projekt.  Deljeni prostori naj bodo namenjeni le skupinam, ki upravljajo z dovolj homogenim projektom, povezujejo pa naj jih predmeti, ki služijo združevanju idej, kot so bele table in projektorji ter prototipi. Če so zaposleni razdeljeni po različnih oddelkih, ki se nahajajo v različnih stavbah, je priporočljivo ustvariti skupinske prostore, kot so kavarne in prostori za sproščanje, okoli katerih naj bodo razporejene stavbe laboratorijev ali oddelkov. To omogoči mešanje znanja in večje priložnosti za ustvarjanje širših in bolj raznolikih socialnih stikov na delovnem mestu. Bolj ekstremen primer tega je podjetje Mother Ltd., kjer se 104 zaposleni posedejo za ogromno mizo, na tri tedne. Ob vsakem srečanju morajo zamenjati stole in se s svojimi mapami in prenosnimi računalniki presesti nasproti nekoga drugega. Včasih sedijo nasproti nekoga z oddelka za promocijo, včasih z nekom iz razvojnega oddelka in tako naprej. To naj bi spodbujalo križanje idej in pogled na lasten problem z različnih perspektiv.

### Vpliv na potrjevanje skupinskega statusa
Statusna diferenciacija med delovnimi skupinami je zelo pomemben del organizacijske kulture, saj je lahko osredotočena na hierarhično ali egalitarno razločevanje med njimi. Pisarniški dekor je navzven viden del organizacijske kulture. Organizacije, ki so osredotočene na egalitarno kulturo ne spodbujajo ali celo odstranijo bolj vidne statusne simbole, na primer ločene jedilnice in boljše pisarne za vodstvo. Dostop do materiala ali izdelka, ki je rezerviran le za skupine, ki se z njim najbolj ukvarjajo (na primer inženirji do prototipa), jim daje poseben višji status. Podjetja, ki hočejo poudarjati enakost, pa do laboratorijev spustijo tudi druge delovne skupine, ki se lahko procesu pridružijo (Elsbach in Bechky, 2007). 

## Kritika
Čeprav se je proces snovanja delovnih prostorov spremenil v pozitivno smer, od industrijske dobe naprej, pa se pojavljajo tudi določene kritike. Pojav »kampusov« podjetij in tovarn, lahko pripelje do socialne izolacije zaposlenega, kjer njegovi stiki ne vključujejo nikogar izven delovnega konteksta. Ker je na takih mestih poskrbljeno za vse potrebe zaposlenih, od telovadnic, do sob za sproščanje in igranje videoiger, do restavracij in spalnih sob, prihaja do omejenosti zaposlenih na enem mestu. Ker ni več racionalno imeti vseh aktivnosti na različnih mestih, tudi ni tako velike potrebe po zgodnjem zapuščanje delovnega mesta. Tako se lahko prej omenjena čustvena navezanost na prostor in instrumentalna uporabnost za raznolike potrebe, izrablja ne le za dobrobit zaposlenih, temveč tudi za implicitno vezanje in pripadnost določeni organizaciji skozi prostor. Ekstremen primer tako škodljivih praks je Foxconn na Kitajskem, kjer je rekordno visoka stopnja samomorilnosti med zaposlenimi, ki v ogromnih kampusih posvečenih delu, izgubijo stik s svojo družino in prijatelji, ter izkazujejo močan negativen čustven odziv na neuspeh v podjetju, na katerega so tako vezani.